# Apokalista
Apokalista – (ang. No Tomorrow) amerykański serial telewizyjny (komediodramat, science fiction) wyprodukowany przez Grupo Globo, Electus Entertainment, Warner Bros. Television oraz CBS Television Studios, który został stworzony przez Scotta McCabe, Tory Stanton oraz Corinne Brinkerhoff. Serial jest adaptacją brazylijskiego serialu How to Enjoy the End of the World. "No Tomorrow" był emitowany od 4 października 2016 roku do  17 stycznia 2017 roku na The CW

W Polsce serial Apokalista był udostępniony w ramach usługi VOD Seriale+ platformy nc+ od 1 listopada 2016 roku.
8 maja 2017 roku, stacja The CW ogłosiła oficjalnie anulowanie serialu po jednym sezonie.

## Fabuła
Serial opowiada o życiu Evie, która zakochuje się w nonszalanckim Xavierze. Postanawia zmienić swoje życie, gdyż za 8 miesięcy i 12 dni nastąpi apokalipsa. Do tego czasu postanawia wraz ze swoim ukochanym korzystać z życia.

## Obsada

### Główna
- Tori Anderson jako Evie[3]
- Joshua Sasse jako Xavier[4]
- Amy Pietz jako Deirdre[5]
- Jesse Rath jako Timothy[6]
- Sarayu Blue jako Kareema[7]

## Odcinki
| Sezon | Sezon | Odcinki | Oryginalna emisja   | Oryginalna emisja | Oryginalna emisja | Oryginalna emisja | Oryginalna emisja |
| Sezon | Sezon | Odcinki | Premiera sezonu     | Finał sezonu      | Premiera sezonu   | Finał sezonu      |                   |
| ----- | ----- | ------- | ------------------- | ----------------- | ----------------- | ----------------- | ----------------- |
|       | 1     | 13      | 4 października 2016 | 17 stycznia 2017  | nieemitowany      | nieemitowany      |                   |

### Sezon 1 (2016-2017)
| #  | Tytuł                    | Reżyseria       | Scenariusz                                           | Premiera The CW      | Premiera     |
| -- | ------------------------ | --------------- | ---------------------------------------------------- | -------------------- | ------------ |
| 1  | Pilot                    | Brad Silberling | Corinne Brinkerhoff, Scott McCabe, Tori Stanton      | 4 października 2016  | nieemitowany |
| 2  | No Crying in Baseball    | Stuart Gillard  | Maggie Friedman, Scott McCabe, Tori Stanton          | 11 października 2016 | nieemitowany |
| 3  | No Doubt                 | John Putch      | Richard Hatem                                        | 18 października 2016 | nieemitowany |
| 4  | No Holds Barred          | Jeff Melman     | Jenna Lamia                                          | 25 października 2016 | nieemitowany |
| 5  | No Regrets               | Ron Underwood   | Bill Krebs                                           | 1 listopada 2016     | nieemitowany |
| 6  | No Debts Remain Unpaid   | Allan Arkush    | Justin W. Lo                                         | 15 listopada 2016    | nieemitowany |
| 7  | No You Say it First      | Stuart Gillard  | Grace Glassmeyer                                     | 22 listopada 2016    | nieemitowany |
| 8  | No Rest for the Weary    | Michael Schultz | Jessica Chou                                         | 29 listopada 2016    | nieemitowany |
| 9  | No Truer Words           | Ami Mann        | Anna Fisher                                          | 6 grudnia 2016       | nieemitowany |
| 10 | No Soup for You          | Anna Mastro     | Aaron Fullerton                                      | 27 grudnia 2016      | nieemitowany |
| 11 | No Woman No Cry          | Greg Beeman     | Scott McCabe, Tory Stanton                           | 3 stycznia 2017      | nieemitowany |
| 12 | No Time Like the Present | Greg Prange     | Andrew Gettens, Lauren MacKenzie                     | 10 stycznia 2017     | nieemitowany |
| 13 | No Sleep 'Til Reykjavik  | Stuart Gillard  | Corinne Brinkerhoff, Gracie Glassmeyer, Justin W. Lo | 17 stycznia 2017     | nieemitowany |

## Produkcja
- 1 grudnia 2015 stacja The CW ogłosiła zamówienie pilotowego odcinka "No Tomorrow", którego producentami wykonawczymi zostali Scott McCabe, Tory Stanton i Corinne Brinkerhoff[21].
- 8 marca 2016 obsadzoną główną rolę, w którą wcieli się Tori Anderson[3].
- 11 marca 2016 Amy Pietz dołączyła do serialu[5].
- 15 marca 2016 Sarayu Blue, znana z serialu Poniedziałki na chirurgii, dołączyła do serialu[7].
- 15 maja 2016 stacja The CW zamówiła serial na sezon telewizyjny na sezon 2016/17, którego emisja jest zaplanowana na jesień 2016 roku[22][23].
- W tym samym miesiącu, Joshua Sasse i Jesse Rath dołączyli do obsady serialu[4][6].